# Římskokatolická farnost Nížkovice
Římskokatolická farnost Nížkovice je územní společenství římských katolíků s farním kostelem svaté Kunhuty ve slavkovském děkanství.

## Historie farnosti
Fara v Nížkovicích se poprvé připomíná v roce 1497. Před zánikem fary v 16. století sem náležely Heršpice a Kobeřice. V roce 1859 farnost byla opět zřízena. Do té doby patřily Nížkovice střídavě k farnosti slavkovské, dambořické a křižanovické. Dnešní farní kostel svaté Kunhuty byl vystavěn na stejném místě jako dřívější v letech 1727–28. Kvůli vadné konstrukci byl několikrát opravován.

## Duchovní správci
Od 1. srpna 2006 je zde administrátorem excurrendo D. Vojtěch Oldřich Divácký, OPraem. 
Od září 2021 jej nahradil R. D. Mgr. Milan Vavro.

Toho od léta 2023 vystřídal R. D. ICLic. Mgr. Jiří Janoušek.

## Bohoslužby
| Kostel        | Místo     | Bohoslužba (den) | Hodina    | Poznámka     |
| ------------- | --------- | ---------------- | --------- | ------------ |
| svaté Kunhuty | Nížkovice | neděle čtvrtek   | 9.30 8.00 | farní kostel |

## Aktivity ve farnosti
Farníci se podíleli na rozsáhlé opravě farního kostela v devadesátých letech 20. století a na začátku 21. století. Pravidelně při bohoslužbách vystupuje farní sbor a schola.
Dnem vzájemných modliteb farností za bohoslovce a bohoslovců za farnosti brněnské diecéze je 21. září. Adorační den připadá na 18. ledna.
Ve farnosti se pořádá tříkrálová sbírka. V roce 2016 se při sbírce vybralo 16 101 korun. 
Fara je využívána na ubytování skautů, společenství mládeže nebo rodin s dětmi.